# Victor Anagnastopol
Victor-Mugurel Anagnastopol (n. 23 martie 1986) este un jucător de tenis român, jucător în circuitul ITF Futures. Pe 19 iunie 2006, fost clasat pe locul 488, cea mai bună clasare în circuitul masculin profesionist ATP.

## Rezultate
| Legendă (Simplu)       |
| Grand Slam (0)         |
| Tennis Masters Cup (0) |
| ATP Masters Series (0) |
| ATP Tour (0)           |
| Challengers (0)        |
| Futures (2)            |